# 聖路易克羅辛 (印地安納州)
聖路易克羅辛（英語：Saint Louis Crossing）是位於美國印地安納州巴塞洛繆縣的一個非建制地區。該地的面積和人口皆未知。

## 地理
聖路易克羅辛的座標為39°19′08″N 85°50′48″W / 39.31889°N 85.84667°W，而該地的平均海拔高度為208米（即682英尺）。